# Шуберт Гамбета
Шуберт Гамбета Сант Леон (шп. Schúbert Gambetta Saint Léon; Монтевидео, 14. април 1920 — Монтевидео, 9. август 1991) био је уругвајски фудбалер, који је играо на позицији одбрамбеног играча. Наступао је за Фудбалску репрезентацију Уругваја у финалу Светског првенства у фудбалу 1950, против Бразила, и тако помогао својој репрезентацији да дође до трофеја. 

## Каријера
Каријеру је започео 1940. у фудбалском клубу Насионал, у коме је и провео највећи део своје каријере. Наступавши за Насионал освојио је Прву лигу Уругваја 10 пута. У наступима за репрезентацију постигао је 3 гола.

## Трофеји
Насионал
- Прва лига Уругваја: 1940, 1941, 1942, 1943, 1946, 1947, 1950, 1952, 1955 и 1956.
- : 1940, 1941, 1942, 1943, 1946, 1948 и 1955.
- : 1942, 1945, 1948 и 1952.

Фудбалска репрезентација Уругваја
- Светско првенство у фудбалу 1950.
- Копа Америка 1942.